# S/2017 J 7
S/2017 J 7 (auch Jupiter LXVIII) ist einer der kleineren Monde des Planeten Jupiter.

## Entdeckung
S/2017 J 7 wurde im Jahr 2017 vom Astronomen Scott S. Sheppard entdeckt. Der Mond hat noch keinen offiziellen Namen erhalten – bei den Jupitermonden sind dies in der Regel weibliche Gestalten aus der griechischen Mythologie –, sondern  wird entsprechend der Systematik der Internationalen Astronomischen Union (IAU) vorläufig als S/2017 J 7 bezeichnet.

## Bahndaten
S/2017 J 7 umkreist Jupiter mit einer großen Halbachse von etwa 20,6 Millionen Kilometern in etwa 603 Tagen. Die Bahn weist eine Exzentrizität von 0,22 auf. Die Bahnneigung beträgt 143,4°.

## Physikalische Daten
Aufgrund der Helligkeit des Objektes kann man den Durchmesser auf ungefähr einen Kilometer schätzen.